# João Lourenço (cyclisme)
Pour les articles homonymes, voir João Lourenço.
João Cândido Lourenço (né le 25 février 1917 à Silves et mort en septembre 1998) est un coureur cycliste portugais. 

## Biographie
João Lourenço évolue au niveau professionnel de 1939 à 1950. Bon sprinteur, il a notamment remporté 21 étapes du Tour du Portugal et une étape du Tour d'Espagne. 

## Palmarès et résultats

### Palmarès par année
- 1939
  - 1re étape du Tour du Maroc
- 1940
  - 1re, 3e, 5e, 7e, 12e et 14e étapes du Tour du Portugal
- 1941
  - 2ea, 2eb, 3e, 5e, 8eb, 9ea, 11ea, 14e, 15ea et 15eb étapes du Tour du Portugal
  - 2e du championnat du Portugal de vitesse
- 1942
  -  Champion du Portugal sur route
  -  Champion du Portugal de vitesse
  - Tour de Majorque
  - 3e étape du Tour de Catalogne
- 1943
  -  Champion du Portugal de vitesse
  - Circuit de Malveira
- 1944
  -  Champion du Portugal de vitesse
- 1946
  - 8e et 15e étapes du Tour du Portugal
  - 7e étape du Tour d'Espagne
- 1947
  - 2e, 12e et 15e étapes du Tour du Portugal

### Résultats sur les grands tours

#### Tour d'Espagne
2 participations
- 1945 : abandon (6e étape[1])
- 1946 : 29e et dernier, vainqueur de la 7e étape